# Faussergues
Faussergues is een gemeente in het Franse departement Tarn (regio Occitanie) en telt 143 inwoners (2018). De plaats maakt deel uit van het arrondissement Albi.

## Geografie
De oppervlakte van Faussergues bedraagt 15,3 km², de bevolkingsdichtheid is 9,1 inwoners per km².
De onderstaande kaart toont de ligging van Faussergues met de belangrijkste infrastructuur en aangrenzende gemeenten.

## Demografie
Onderstaande figuur toont het verloop van het inwonertal (bron: INSEE-tellingen).